# Karim Abdul Razak
Karim Abdul Razak Tanko (Kumasi, Ghana, 18 d'abril de 1956) és un exfutbolista ghanès que jugava de centrecampista i més tard entrenador.
Jugà a diversos clubs entre els 70 i 80 destacant a l'Asante Kotoko i al New York Cosmos de la North American Soccer League (NASL). També jugà amb la selecció de futbol de Ghana, amb la qual guanyà la Copa d'Àfrica el 1978. Fou nomenat Futbolista africà de l'any aquest mateix any. Razak, també jugà a clubs dels Emirats Àrabs Units, Egipte (on fou nomenat jugador de l'any al país els anys 1983 i 1985) i Costa d'Ivori, i fou nomenat per la Confederació Africana de Futbol (CAF) el 2007 com un dels 30 millors futbolistes africans dels darrers 50 anys. També fou entrenador a Asante Kotoko, AS Dragons FC de l'Ouémé la selecció de Ghana i l'Stade Malien.